# 清水曙美
清水 曙美（しみず あけみ、1940年7月23日 - 2012年2月21日）は、日本の脚本家。北海道旭川市出身。北海道学芸大学（現・北海道教育大学）卒業。

## 経歴

### 脚本家デビュー
脚本家の西条道彦に師事。
1981年、東芝日曜劇場の単発ドラマ「妻と妻」（第1281回）で脚本家デビュー。以来、同時間枠をはじめ、各放送局の連続ドラマ、東海テレビ製作の昼ドラを数多く執筆した。また、石井ふく子プロデュースの舞台脚本も手掛けた。
ワープロは一切使用せず、原稿は全て手書き。締切を落としたことは一度もなかった。
山崎豊子宅に「女系家族」の著作権許諾に伺った際、ビール（使用許可）を出された。
清水は夭折の詩人金子みすゞのドラマを2本執筆している。松たか子主演の『明るいほうへ明るいほうへ』と上戸彩主演の『金子みすゞ物語〜みんなちがってみんないい〜』その他、代表作に山崎豊子原作、米倉涼子主演の『女系家族』がある。

### 脚本家連盟理事とライターズスクール講師
本業と並行して、日本脚本家連盟の「ライターズ・スクール」にて長年、講師を務め後進の指導にあたった。生徒作品に的確な添削とアドバイスをする清水の研修クラスは常に人気が高く、定員を越える生徒を持ち、待ちの生徒まで出るほどだった。

### 死去
2012年2月21日、自宅の浴室で心不全のため死去。71歳没。翌2月22日、講師を務めていたライターズスクールの授業に現れなかったため警察に通報され、自宅を訪れた警察官が亡くなっている清水を発見した。告別式は同年2月29日、桐ケ谷斎場で執り行われ、中島丈博が弔辞を読んだ。

## 主な作品
- 妊娠ですよ
- 女系家族
- お母さん、もっと生きたかった！
- 明るいほうへ明るいほうへ
- 金子みすゞ物語〜みんなちがってみんないい〜